# Ryszard Paszkiewicz
Ryszard Paszkiewicz (ur. 3 kwietnia 1900, zm. 13–14 kwietnia 1940 w Katyniu) – polski prawnik, urzędnik, podporucznik rezerwy piechoty Wojska Polskiego, ofiara zbrodni katyńskiej.

## Życiorys
Syn Lucjana i Zofii, urodzony 3 kwietnia 1900. Ukończył studia na Wydziale Prawa Katolickiego Uniwersytetu Lubelskiego. 1 stycznia 1931 został mianowany na stopień podporucznika ze starszeństwem. Otrzymał przydział do 84 pułku strzelców poleskich. Zawodowo pracował jako zastępca naczelnika Okręgowego Urzędu Akcyzy w Warszawie.
Po wybuchu II wojny światowej i agresji ZSRR na Polskę z 17 września 1939, w czasie kampanii wrześniowej dostał się do niewoli sowieckiej. Według stanu z kwietnia 1940 był jeńcem obozu w Kozielsku. Między 11 a 12 kwietnia 1940 przekazany do dyspozycji naczelnika Zarządu NKWD Obwodu Smoleńskiego – lista wywózkowa 025/3 z 9 kwietnia 1940. Został zamordowany między 13 a 14 kwietnia 1940 w Katyniu przez funkcjonariuszy Obwodowego Zarządu NKWD w Smoleńsku oraz pracowników NKWD przybyłych z Moskwy na mocy decyzji Biura Politycznego KC WKP(b) z 5 marca 1940. Ofiary tej zbrodni grzebano w bezimiennych mogiłach zbiorowych, gdzie od 28 lipca 2000 mieści się oficjalnie Polski Cmentarz Wojenny w Katyniu. W miejscu tym prowadzone były ekshumacje i prace archeologiczne. W 1943 jego ciało zostało zidentyfikowane w toku ekshumacji nadzorowanych przez Niemców pod numerem 658 – dosł. określony jako Paskiewicz Richard (raport dzienny z 28 czerwca 1943). Przy jego szczątkach znaleziono: dowód osobisty, wizytówka, trzy fotografie, dwie karty pocztowe, list, różaniec oraz dwa medaliki. Figuruje na liście Komisji Technicznej PCK (odpis) pod numerem 0658 wskazany jako referendarz Paskiewicz Ryszard. 

### Życie prywatne
Miał żonę i dzieci. Mieszkał w Aninie.

## Upamiętnienie
5 października 2007 minister obrony narodowej Aleksander Szczygło mianował go pośmiertnie na stopień porucznika. Awans został ogłoszony 10 listopada 2007 w Warszawie, w trakcie uroczystości „Katyń Pamiętamy – Uczcijmy Pamięć Bohaterów”.
W ramach akcji „Katyń... pamiętamy” / „Katyń... Ocalić od zapomnienia”, w hołdzie Ryszardowi Paszkiewiczowi zasadzono Dąb Pamięci w rodzinnym Aninie.